# Bárbara Sepúlveda (cantante)
Bárbara de Lourdes Sepúlveda Labra (Santiago, 3 de noviembre de 1988) es una cantante, modelo y dentista chilena, integrante del grupo chileno de pop rock Kudai.

## Biografía
Estudió en la Universidad San Sebastián, donde se licenció en odontología en 2017. Actualmente vive en Zapallar, donde tiene su clínica dental.

## Carrera
En 1999, fue seleccionada junto a Pablo Holman, Nicole Natalino y Tomás Manzi para participar en un proyecto musical infantil llamado Ciao.
De 2003 a 2010, formó parte de Kudai junto a sus compañeros de Ciao. El grupo alcanzó cierta fama en Chile y Latinoamérica. Bárbara es la única integrante femenina de Kudai que se ha mantenido como miembro del grupo a lo largo de su trayectoria completa y que ha participado en todos los álbumes y sencillos del grupo. 

### 2010-presente
Tras la desintegración de Kudai, se unió al proyecto musical Leamitie con Manzi, y luego se alejó de la música para completar sus estudios universitarios.
En noviembre de 2016, retomó su carrera musical con Kudai, tras el aclamado regreso de la banda tras una ausencia de seis años. Actualmente, la banda sigue en activo, y Bárbara continúa con su carrera musical junto con sus compañeros.
A mediados de 2024, la cantante chilena Bárbara Sepúlveda, integrante de Kudai, celebró junto a sus compañeros el regreso de Gabriela Villalba al grupo después de 14 años. Este reencuentro marcó un hito, ya que por primera vez los cinco miembros originales, Bárbara Sepúlveda, Pablo Holman, Tomás Manzi, Nicole Natalino y Gabriela Villalba, se reunieron para trabajar en nuevos proyectos. Con motivo del vigésimo aniversario de la banda, emprendieron el "Revive Tour", una gira que incluyó presentaciones en países como México, Panamá, Nicaragua, El Salvador, Guatemala, Costa Rica, Bolivia, Colombia y Ecuador. Además, anunciaron la producción de un nuevo álbum bajo la dirección del productor Diego Ramírez, quien ha sido clave en este reencuentro.
En enero de 2025, durante el "Revive Tour", Bárbara y el resto de Kudai se presentaron en México, destacando su actuación en el Pepsi Center WTC de la Ciudad de México el 31 de enero, donde compartieron escenario con la banda mexicana Nikki Clan como teloneros. Paralelamente, en el mismo mes, la banda llevó a cabo una serie de conciertos en Chile como parte de la gira "Vuelo 2024-2025", celebrando las dos décadas de su álbum debut "Vuelo". El 26 de enero, se presentaron en el Teatro Centenario de La Serena, ofreciendo a sus seguidores un recorrido por sus éxitos más emblemáticos y una renovada puesta en escena.
Desde mediados de 2024, la cantante chilena Bárbara Sepúlveda, integrante de Kudai, ha participado en diversas presentaciones en México como parte de las giras "Revive Tour" y "2000's X Siempre".

## Discografía

### Con Ciao
- 2002: El poder de los niños

### Con Kudai
- 2004: Vuelo
- 2006: Sobrevive
- 2008: Nadha
- 2010: Grandes éxitos
- 2019: Laberinto
- 2021: Revuelo